# Norgesmesterskapet 1906
La Norgesmesterskapet 1906 di calcio fu la 5ª edizione del torneo. Terminò il 9 settembre 1906, con la vittoria dell'Odd sul Sarpsborg per 1-0. Fu il quarto titolo nella storia del club, che giunse consecutivamente agli altri tre.

## Risultati

### Semifinale
| Squadra 1 | Risultato | Squadra 2 |
| --------- | --------- | --------- |
| Akademisk | 0 – 1     | Odd       |
| Eidsvold  | 0 – 4     | Sarpsborg |

### Finale
| Arbitro: | Strand |

|       |           |  |
| ? 60’ | Marcatori |  |

#### Formazioni
| Odd (2-3-5) |  |                    |
|             |  |                    |
| POR         |  | Jacob Abrahamsen   |
| DIF         |  | Guttorm Hol        |
| DIF         |  | Øivind Gundersen   |
| CEN         |  | Bernhard Halvorsen |
| CEN         |  | Fridtjof Nilsen    |
| CEN         |  | Øivind Stensrud    |
| ATT         |  | Otto Olsen         |
| ATT         |  | Harbo Madsen       |
| ATT         |  | Johan Nilsen       |
| ATT         |  | Berthold Pettersen |
| ATT         |  | Daniel Gasman      |

| Sarpsborg (2-3-5) |  |                         |
|                   |  |                         |
| POR               |  | J. Jørgensen            |
| DIF               |  | Christian Berg          |
| DIF               |  | Erling Mathieassen      |
| CEN               |  | Einar Andvik            |
| CEN               |  | Ole Iversen Jr.         |
| CEN               |  | Thorvald Holth          |
| ATT               |  | Hugh William Kennworthy |
| ATT               |  | Herbert Scott           |
| ATT               |  | Trygve Jølstad          |
| ATT               |  | Karl Johansen           |
| ATT               |  | Hans Slang              |